# Xã Nelson, Quận Portage, Ohio
Xã Nelson (tiếng Anh: Nelson Township) là một xã thuộc quận Portage, tiểu bang Ohio, Hoa Kỳ. Năm 2010, dân số của xã này là 3.148 người.